# مطار كونمينغ جانغشوي الدولي
مطار كونمينغ جانغشوي الدولي (بالصينية: 昆明长水国际机场) (إياتا: KMG، إيكاو: ZPPP) مطار عام يقع بمدينة Guandu District في الصين. يبلغ طول المدرج 4000 م ويرتفع عن سطح البحر 2103 م. يقع على بعد 24.5 كيلومترًا شمال شرق كونمينغ، وهو مطار نقل مدني نوع 4F وهو واحد من أفضل 100 مطار في العالم، احتل مطار كونمينغ المرتبة 46 بين أفضل 100 مطار في العالم في عام 2015م. تم افتتاح المطار في الساعة 08:00 (+8 ت ع م) في 28 يونيو 2012.

## تاريخ
تأسس في عام 1922،وخضع بعدها لثلاث عمليات إعادة بناء وتوسعات، تبلغ سعة القاعات لحوالي 8 ملايين مسافر
وفي عام 1998 ، بدأ العمل الأولي لمشروع بناء مطار كونمينغ الجديد (الحالي)

## شركات الطيران والوجهات

### الركاب

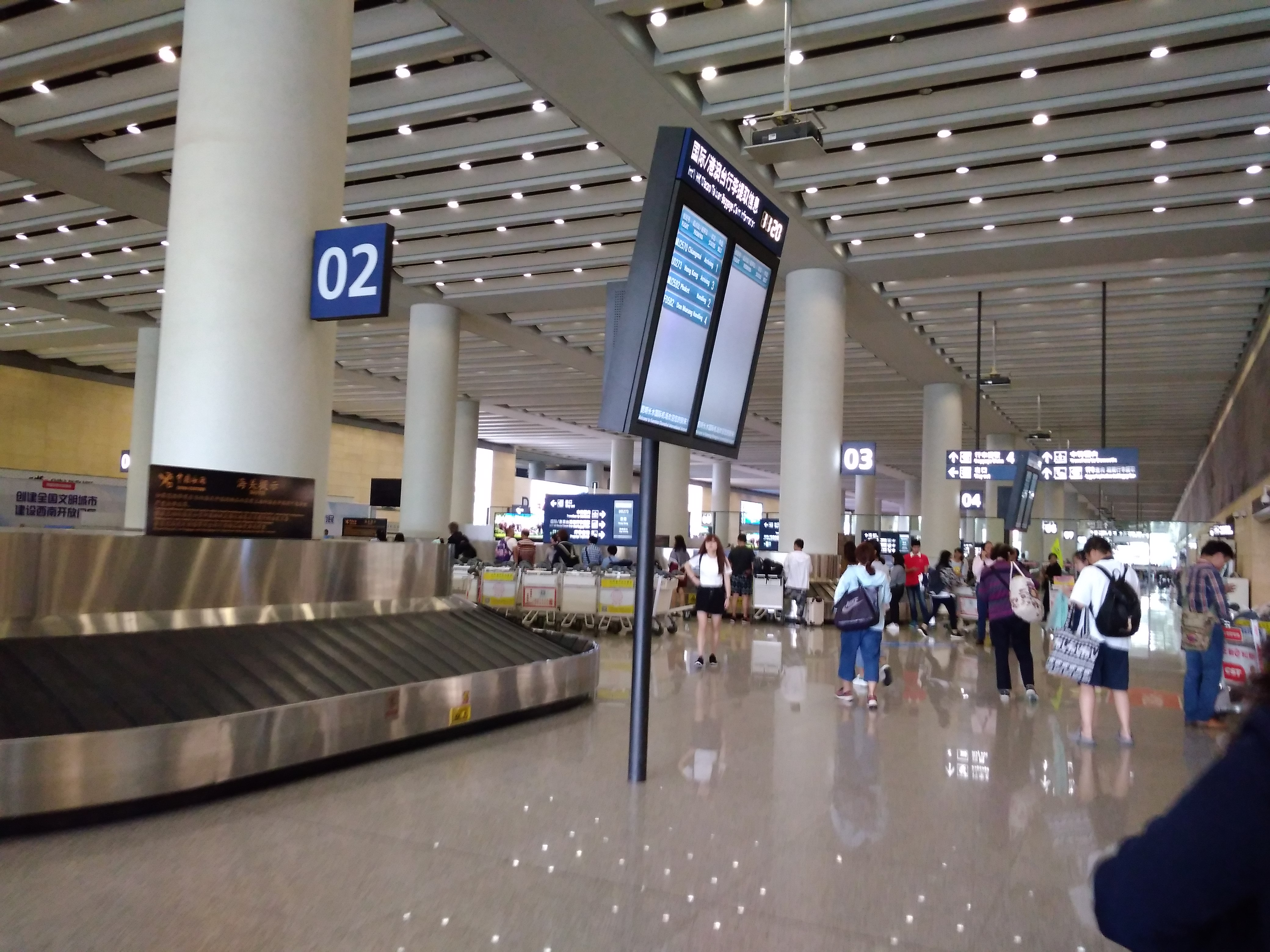
منطقة استلام البضائع

| شركـات طيـران                     | الوجهات |
| --------------------------------- | --- |
| طيران آسيا                        | مطار كوالالمبور الدولي |
| طيران الصين                       | مطار بكين العاصمة الدولي، مطار بكين داشينغ الدولي، مطار تشنغدو تيانفو الدولي، Dazhou، مطار هانغتشو شياوشان الدولي، مطار هاربين الدولي، مطار شانغهاي بودنغ الدولي، مطار شنيانغ تاوكسيان الدولي، مطار تيانجين الدولي، Yangon، مطار زوني ماوتاي |
| Air Travel ‏                       | مطار جانغيوان واشهان، مطار تشانغتشون الدولي، مطار تشنغدو شوانغليو الدولي، مطار هايلار دونغشان، مطار هوهوت بايتا الدولي، مطار لانتشو تشونغ تشوان، مطار ديهونغ مانغشي، مطار نانتشانغ تشانغبى الدولي، مطار نانجينغ الدولي، مطار نانتونغ شينغ دونغ، مطار غينغادو جياودونغ الدولي، مطار شنيانغ تاوكسيان الدولي، مطار سنن شوفانغ الدولي، مطار يانتاي بينجلاي الدولي، مطار تشوهاى جينوان |
| خطوط العاصمة بكين الجوية          | مطار بكين داشينغ الدولي، مطار هانغتشو شياوشان الدولي، مطار غينغادو جياودونغ الدولي |
| Chengdu Airlines                  | مطار تشانغشا هوانغوا الدولي، مطار تشنغدو شوانغليو الدولي، مطار ونزهو يونجقيانج الدولي، مطار شيشوانغباننا غاسا |
| خطوط شرق الصين الجوية             | مطار سوفارنابومي الدولي، مطار بوشان يوندوان، مطار بكين داشينغ الدولي، مطار جانغيوان واشهان، مطار تشانغتشون الدولي، مطار تشانغشا هوانغوا الدولي، مطار تشانغتشو بيننو، مطار تشنغدو تيانفو الدولي، مطار تشيانغ مي، مطار تشونغتشينغ جيانغبى الدولي، مطار باندارنيك الدولي، مطار دالي، مطار داليان تشوشويزي الدولي، مطار شاه جلال الدولي، مطار ديشين شانغري-لا، مطار دبي الدولي، مطار فويانغ شيغوان، مطار فوتشو تشانغله الدولي، مطار قوانغتشو باييون الدولي، مطار قويلين يانغ جيانغ الدولي، مطار هاندان، مطار هانغتشو شياوشان الدولي، مطار نوي باي الدولي، مطار هاربين الدولي، مطار حيفي شينكياو الدولي، مطار تان سون نهات الدولي، مطار هوهوت بايتا الدولي، مطار هونغ كونغ الدولي، مطار هوايان ليانشوي، مطار هوانغشان تونشي الدولي، مطار جييانغ شاوشان، مطار جينان الدولي، مطار جينغقانغشان، مطار جينينغ كوفو، مطار لانجانغ، مطار لانتشو تشونغ تشوان، مطار لاسا الدولي، مطار ساني ليجيانغ، مطار لينشانغ، مطار يوتشو بيلين، مطار لوانغ برابانغ الدولي، مطار لويانغ الدولي، مطار لوئهو يونلونغ، مطار ماندالاي الدولي، مطار ديهونغ مانغشي، مطار نانتشانغ تشانغبى الدولي، مطار نانشونغ غاوبينغ، مطار نانجينغ الدولي، مطار نانينغ وشو الدولي، مطار نينغبو ليش الدولي، مطار نينغ لانغ وبحيرة لوقو، مطار اوردوس إيجين هورو، مطار بنوم بنه الدولي، Phuket، مطار بوير سيماو، مطار غينغادو جياودونغ الدولي، مطار جينجيانغ تشيوانتشو، مطار ريتشاو، مطار سانيا فينيكس الدولي، مطار إنتشون الدولي، مطار شانغهاي هونغكياو الدولي، مطار شانغهاي بودنغ الدولي، مطار شيانغراو سانغينغشان، مطار شنيانغ تاوكسيان الدولي، مطار شينزين باوان الدولي، مطار شيجياتشوانغ تشنغدينغ الدولي، Siem Reap ‏، مطار شانغي سنغافورة، مطار تاييوان وسو الدولي، مطار تايتشو وقياو، مطار تينغشونغ توفينغ، مطار تيانجين الدولي، مطار ناريتا الدولي، مطار تونغرين فينغوانغ، مطار أورومتشي الدولي، مطار واتاي الدولي، مطار ونزهو يونجقيانج الدولي، مطار ووهان تيانهي الدولي، مطار سنن شوفانغ الدولي، مطار شيامن قاوتشي الدولي، مطار شيان شيانيانغ الدولي، مطار شينغي، مطار تشيانغ مينغانغ، مطار شيشوانغباننا غاسا، مطار نانيانغ يانتشنغ، Yangon، مطار يانتاي بينجلاي الدولي، مطار يبين واليانجي، مطار ييتشانغ سانشيا، مطار ينتشوان هيدونج الدولي، مطار ييوو، مطار يونغزهو لينغلينغ، مطار يولين يو يانغ، مطار يونتشنغ قوانقونغ، Zhanjiang، مطار زاهوتونغ، مطار تشنغتشو الدولي، مطار تشوهاى جينوان |
| طيران الصين اكسبرس                | مطار تشونغتشينغ جيانغبى الدولي، مطار تيانجين الدولي، مطار واينشان بوزخيخه، مطار شينتشو وتايشهان |
| خطوط جنوب الصين الجوية            | مطار بكين داشينغ الدولي، مطار تشانغتشون الدولي، مطار تشانغشا هوانغوا الدولي، مطار تشونغتشينغ جيانغبى الدولي، مطار داليان تشوشويزي الدولي، مطار قوانغتشو باييون الدولي، مطار هايكو ميلان الدولي، مطار هاربين الدولي، مطار جييانغ شاوشان، مطار جينان الدولي، مطار غينغادو جياودونغ الدولي، مطار سانيا فينيكس الدولي، مطار شانغهاي بودنغ الدولي، مطار شنيانغ تاوكسيان الدولي، مطار شينزين باوان الدولي، مطار أورومتشي الدولي، مطار واينشان بوزخيخه، مطار ووهان تيانهي الدولي، مطار شيان شيانيانغ الدولي، مطار شينتشو وتايشهان، مطار ينتشوان هيدونج الدولي، مطار ييوو، Yulin (Guangxi) ‏، مطار تشنغتشو الدولي، مطار تشوهاى جينوان |
| China United Airlines             | مطار بكين داشينغ الدولي، مطار هانتشونغ جهينغو، مطار لونغنان جينتشيو، مطار ونزهو يونجقيانج الدولي |
| Dalian Airlines                   | مطار داليان تشوشويزي الدولي، مطار شيهيان ودانغشان |
| Donghai Airlines                  | مطار نانتونغ شينغ دونغ، مطار شينزين باوان الدولي، مطار ييتشانغ سانشيا |
| Fuzhou Airlines                   | مطار فوتشو تشانغله الدولي |
| طيران جي إكس                      | مطار هايكو ميلان الدولي |
| خطوط هاينان الجوية                | مطار بكين العاصمة الدولي، مطار تشانغشا هوانغوا الدولي، مطار داليان تشوشويزي الدولي، مطار هايكو ميلان الدولي، مطار لانتشو تشونغ تشوان، مطار شينزين باوان الدولي، مطار شيان شيانيانغ الدولي |
| Hebei Airlines                    | مطار هانغتشو شياوشان الدولي، مطار شيجياتشوانغ تشنغدينغ الدولي، مطار تشانغجياكو نينغيوان |
| خطوط جونياو الجوية                | مطار بيجي فيشونغ، مطار هانغتشو شياوشان الدولي، مطار نانجينغ الدولي، مطار شانغهاي هونغكياو الدولي، مطار شانغهاي بودنغ الدولي، مطار يويانغ، مطار تشانغجياجيه هيهوا |
| كوريا للطيران                     | مطار إنتشون الدولي |
| Kunming Airlines                  | مطار سوفارنابومي الدولي، مطار بوشان يوندوان، مطار تشانغتشون الدولي، مطار تشانغشا هوانغوا الدولي، مطار تشنغدو شوانغليو الدولي، مطار تشونغتشينغ جيانغبى الدولي، مطار داتونغ يونغانغ، مطار قوانغتشو باييون الدولي، مطار هايكو ميلان الدولي، مطار هانغتشو شياوشان الدولي، مطار هاربين الدولي، مطار هويزهو بينجتان، مطار جينان الدولي، مطار ماندالاي الدولي، مطار ديهونغ مانغشي، مطار نانتشانغ تشانغبى الدولي، مطار نانجينغ الدولي، مطار نانتونغ شينغ دونغ، مطار يو تاباو الدولي، Phuket، مطار غينغادو جياودونغ الدولي، مطار شانغهاي بودنغ الدولي، مطار شينزين باوان الدولي، مطار شيجياتشوانغ تشنغدينغ الدولي، مطار تاييوان وسو الدولي، مطار تايتشو وقياو، مطار تينغشونغ توفينغ، مطار ونزهو يونجقيانج الدولي، مطار ووهان تيانهي الدولي، مطار شيامن قاوتشي الدولي، مطار شيان شيانيانغ الدولي، مطار شانغينغ ليوجي، Yangon، مطار يانغزهو تايزهو، مطار ينتشوان هيدونج الدولي، مطار تشنغتشو الدولي، مطار تشوهاى جينوان، مطار زوني ماوتاي |
| طيران لاوس                        | مطار لوانغ برابانغ الدولي، مطار واتاي الدولي |
| طيران لونج                        | مطار هانغتشو شياوشان الدولي، مطار جينجيانغ تشيوانتشو، مطار شيان شيانيانغ الدولي |
| خطوط لاكي الجوية                  | مطار أنقينج تيانزهوشان، مطار سوفارنابومي الدولي، مطار بوشان يوندوان، مطار بكين العاصمة الدولي، مطار جانغيوان واشهان، مطار تشنغدو شوانغليو الدولي، مطار تشنغدو تيانفو الدولي، مطار تشيانغ مي، مطار داليان تشوشويزي الدولي، مطار ديشين شانغري-لا، مطار فوتشو تشانغله الدولي، مطار قانتشو هوانتشين، مطار قوانغتشو باييون الدولي، مطار هايكو ميلان الدولي، مطار هانغتشو شياوشان الدولي، مطار هاربين الدولي، مطار حيفي شينكياو الدولي، مطار هوهوت بايتا الدولي، مطار هونغ كونغ الدولي، مطار جييانغ شاوشان، مطار جينان الدولي، مطار خليج جينغتشو، مطار كوتا كينابالو الدولي، مطار لانجانغ، مطار لانتشو تشونغ تشوان، مطار لوانغ برابانغ الدولي، مطار ديهونغ مانغشي، مطار ميانيانغ نانيجو، مطار نانتشانغ تشانغبى الدولي، مطار نانجينغ الدولي، مطار نينغبو ليش الدولي، مطار نينغ لانغ وبحيرة لوقو، Phuket، مطار غينغادو جياودونغ الدولي، مطار سانيا فينيكس الدولي، مطار شانغهاي هونغكياو الدولي، مطار شانغهاي بودنغ الدولي، مطار شنيانغ تاوكسيان الدولي، مطار شينزين باوان الدولي، مطار شيجياتشوانغ تشنغدينغ الدولي، مطار تاييوان وسو الدولي، مطار تينغشونغ توفينغ، مطار أورومتشي الدولي، مطار واتاي الدولي، مطار ونزهو يونجقيانج الدولي، مطار ووهان تيانهي الدولي، مطار شيامن قاوتشي الدولي، مطار شيان شيانيانغ الدولي، مطار شيشوانغباننا غاسا، مطار سوزهو جوانين، مطار ييتشانغ سانشيا، مطار يشهون مينغيويشان، مطار ينتشوان هيدونج الدولي، Zhanjiang، مطار تشنغتشو الدولي، مطار تشوهاى جينوان |
| Pacific Airlines                  | موسمي عارض: مطار فو كوك الدولي |
| خطوط طيران أوكاي                  | مطار تشانغشا هوانغوا الدولي، مطار حيفي شينكياو الدولي، مطار تيانجين الدولي |
| Qingdao Airlines                  | Chenzhou، مطار غينغادو جياودونغ الدولي، مطار جينجيانغ تشيوانتشو، مطار قوزهو |
| Royal Air Philippines             | عارض: مطار كاليبو الدولي |
| Ruili Airlines                    | مطار فوتشنغ بيهاي، مطار تشانغتشون الدولي، مطار تشانغتشي وانغشون، مطار تشنغدو شوانغليو الدولي، مطار تشيانغ مي، مطار تشيانغ ري الدولي، مطار داليان تشوشويزي الدولي، مطار إينشي شوجيابينغ، Ezhou، مطار فوتشو تشانغله الدولي، مطار هاربين الدولي، مطار جيايوغان، مطار لانتشو تشونغ تشوان، Lianyungang، مطار ديهونغ مانغشي، مطار نانتونغ شينغ دونغ، مطار نانيانغ جيانغ يينغ، Phuket، مطار غينغادو جياودونغ الدولي، مطار شنيانغ تاوكسيان الدولي، Sihanoukville، مطار تاييوان وسو الدولي، مطار تيانجين الدولي، مطار ونزهو يونجقيانج الدولي، مطار ووهان تيانهي الدولي، Wuhu، مطار وشهان شهينوفينغ، مطار شيان شيانيانغ الدولي، مطار شينينغ الدولي، مطار شيشوانغباننا غاسا، مطار يانتاي بينجلاي الدولي |
| خطوط شاندونغ الجوية               | مطار جينان الدولي، مطار جينغدتشن جيا، مطار نانجينغ الدولي، مطار غينغادو جياودونغ الدولي، مطار قوزهو، مطار شنيانغ تاوكسيان الدولي، مطار أورومتشي الدولي، مطار شيامن قاوتشي الدولي، مطار يانتاي بينجلاي الدولي |
| خطوط شانغهاي الجوية               | مطار تشانغشا هوانغوا الدولي، مطار هينغيانغ نانيوي، مطار جييانغ شاوشان، مطار شانغهاي هونغكياو الدولي، مطار شانغهاي بودنغ الدولي، مطار شيشوانغباننا غاسا، مطار ونزهو يونجقيانج الدولي، مطار تشنغتشو الدولي |
| خطوط شينزين الجوية                | مطار قوانغتشو باييون الدولي، مطار نانتشانغ تشانغبى الدولي، مطار جينجيانغ تشيوانتشو، مطار شينزين باوان الدولي، مطار سنن شوفانغ الدولي، مطار يانتاي بينجلاي الدولي، مطار يونتشنغ قوانقونغ، مطار تشنغتشو الدولي |
| خطوط سيتشوان الجوية               | مطار بكين العاصمة الدولي، مطار تشانغتشون الدولي، مطار تشانغشا هوانغوا الدولي، مطار تشانغتشو بيننو، مطار تشنغدو شوانغليو الدولي، مطار تشنغدو تيانفو الدولي، مطار تشونغتشينغ جيانغبى الدولي، مطار داليان تشوشويزي الدولي، مطار دونهوانغ موغاو الدولي، مطار غوانغيون بانلونغ، مطار قوانغتشو باييون الدولي، مطار هانغتشو شياوشان الدولي، مطار هاربين الدولي، مطار حيفي شينكياو الدولي، مطار جييانغ شاوشان، مطار جينان الدولي، مطار لانتشو تشونغ تشوان، مطار لاسا الدولي، مطار لينفين ياودو، مطار ساني ليجيانغ، مطار لونغيان غوانزهيشان، مطار ماندالاي الدولي، مطار ديهونغ مانغشي، مطار نانتشانغ تشانغبى الدولي، مطار نانجينغ الدولي، مطار نينغبو ليش الدولي، مطار غينغادو جياودونغ الدولي، مطار شانغهاي بودنغ الدولي، مطار شنيانغ تاوكسيان الدولي، مطار تايوان تاويوان الدولي، مطار تاييوان وسو الدولي، مطار تيانجين الدولي، مطار أورومتشي الدولي، مطار واتاي الدولي، مطار وانتشو وتشياو، مطار سنن شوفانغ الدولي، مطار شيامن قاوتشي الدولي، مطار شيان شيانيانغ الدولي، مطار شينغي، مطار شينينغ الدولي، مطار سوزهو جوانين، مطار تشنغتشو الدولي |
| سبرينغ (شركة طيران)               | مطار تشانغده تاوهوايوان، مطار نينغبو ليش الدولي، مطار قيانجيانغ والينغشان، مطار شانغهاي هونغكياو الدولي، مطار شانغهاي بودنغ الدولي، مطار شيجياتشوانغ تشنغدينغ الدولي، مطار يانغزهو تايزهو |
| طيران آسيا (تايلاند)              | مطار دون موينغ |
| الخطوط الجوية الدولية التايلاندية | مطار سوفارنابومي الدولي |
| خطوط تيانجين الجوية               | مطار تشانغشا هوانغوا الدولي، مطار هايكو ميلان الدولي، مطار تيانجين الدولي، مطار شيان شيانيانغ الدولي |
| طيران التبت                       | مطار تشانغشا هوانغوا الدولي، مطار لاسا الدولي، مطار ديهونغ مانغشي |
| الخطوط الجوية الفيتنامية          | موسمي: مطار كام رانه الدولي |
| West Air ‏                         | مطار حيفي شينكياو الدولي، مطار تشنغتشو الدولي |
| خطوط زيامن الجوية                 | مطار فوتشو تشانغله الدولي، مطار هانغتشو شياوشان الدولي، مطار جينجيانغ تشيوانتشو، مطار شيامن قاوتشي الدولي |

### الشحن
| شركـات طيـران      | الوجهات                                 |
| ------------------ | --------------------------------------- |
| YTO Cargo Airlines | مطار كيمبيغودا الدولي، مطار جناح الدولي |

## معرض صور

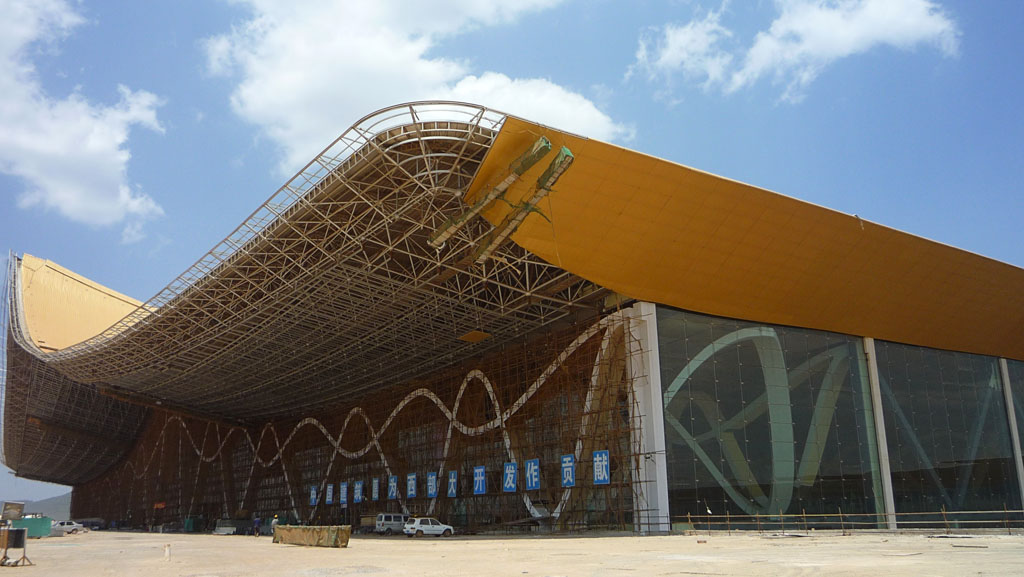
المحطة الجديدة في أبريل 2011 وهي قيد الإنشاء
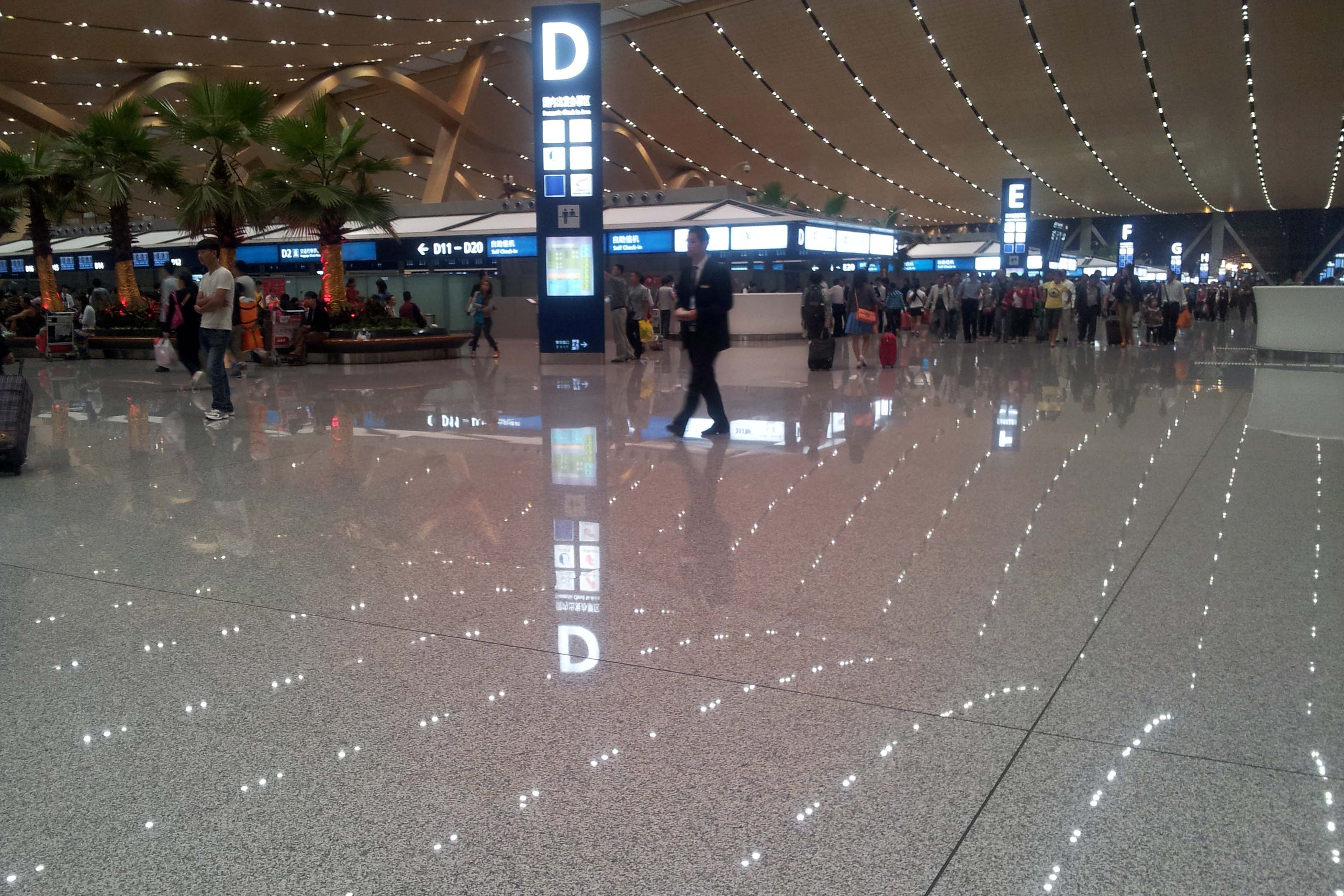
منطقة تسجيل الوصول
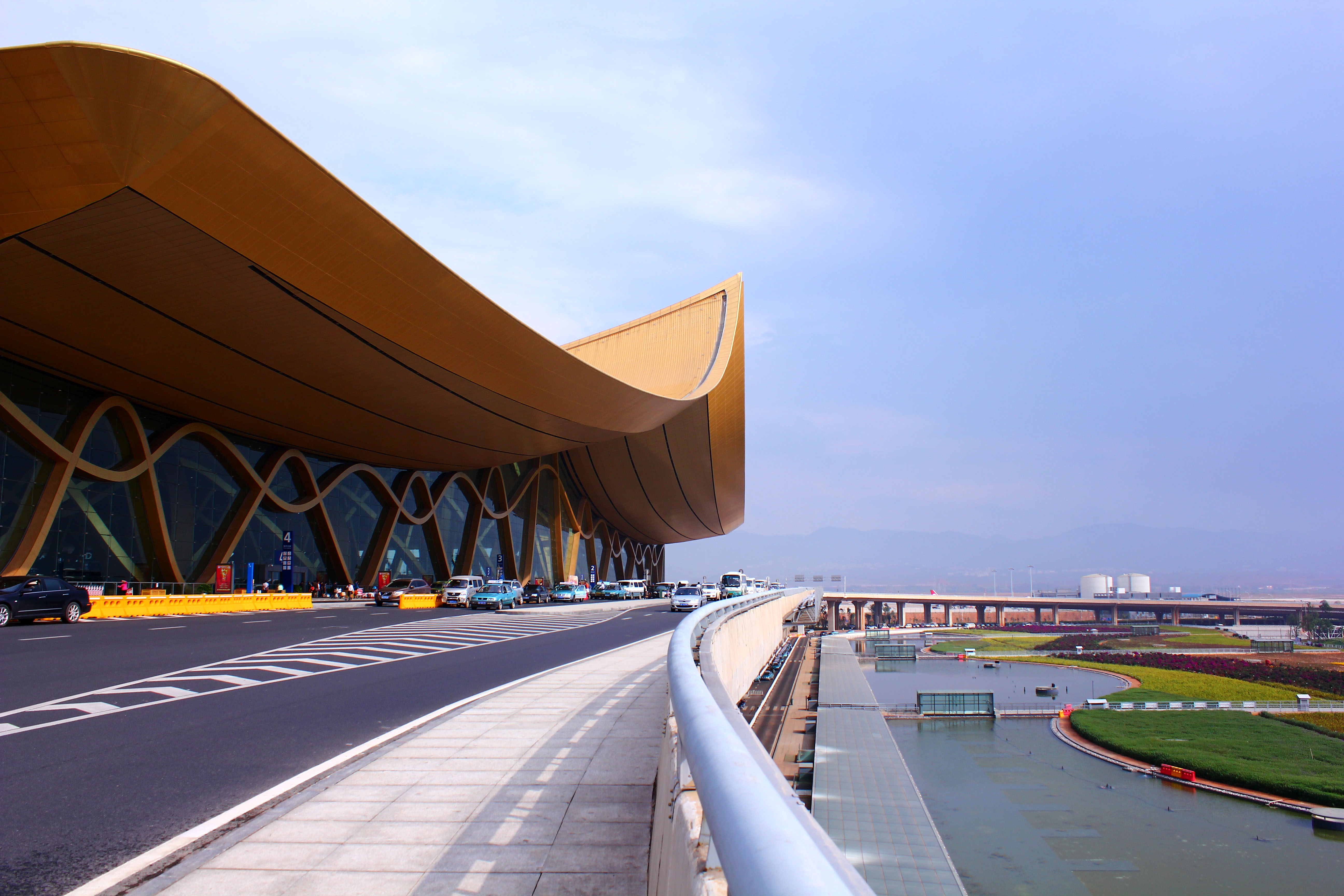
المبنى من الخارج
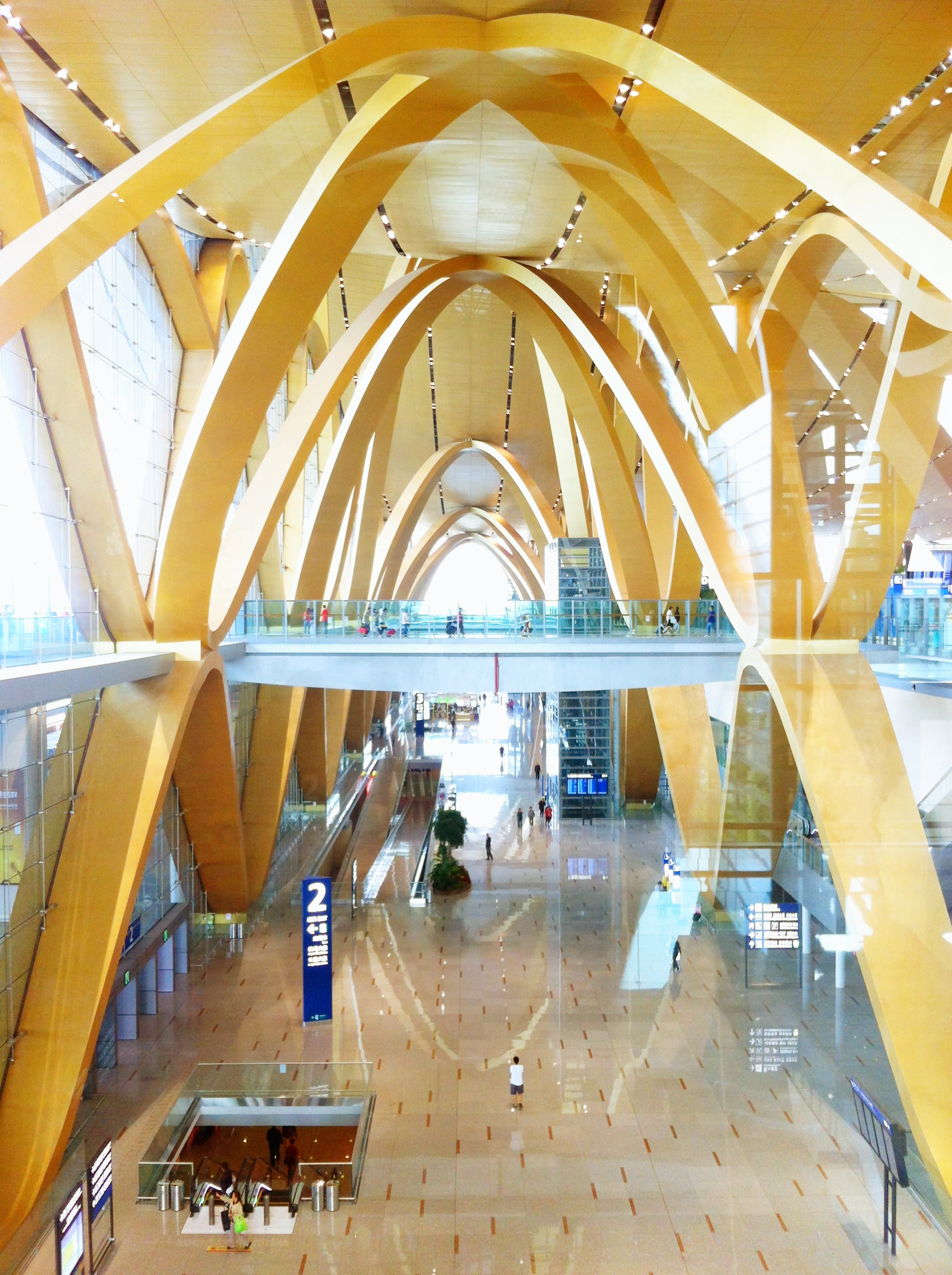
المحطة من الداخل
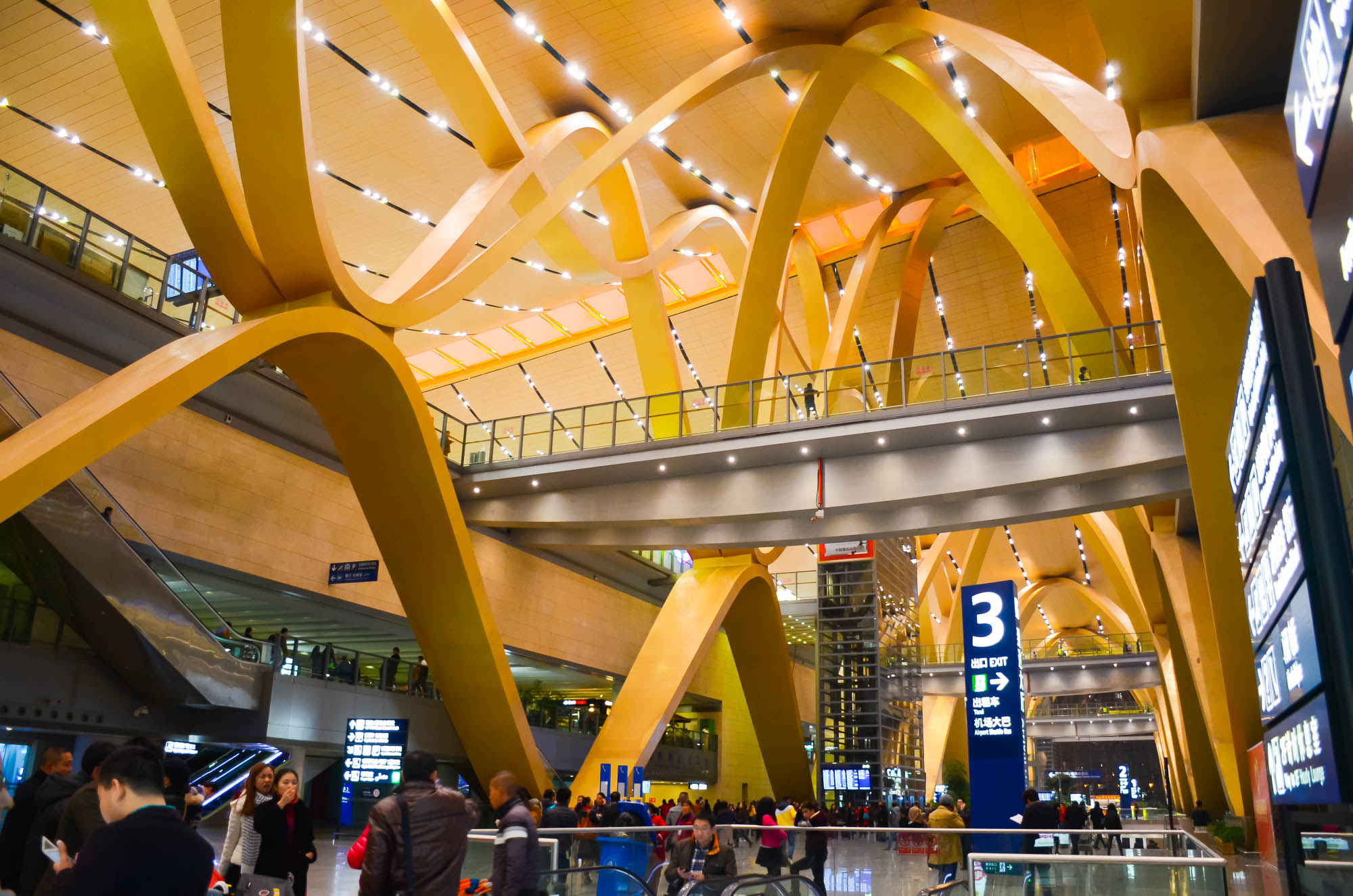
صالة الوصول

## وصلات خارجية
- http://www.flightstats.com/go/Airport/airportDetails.do?airportCode=KMG